# Mi piace quel ragazzo lì/Occhi negli occhi
Mi piace quel ragazzo lì/Occhi negli occhi è un singolo di Fiorella Mannoia pubblicato nel 1969.

## Tracce
Lato A
1. Mi piace quel ragazzo lì – 2:26 (testo: Alberto Testa – musica: Gino Mazzocchi e Venturia)

Lato B
1. Occhi negli occhi – 2:56 (testo: Alberto Testa – musica: Gino Mazzocchi e Venturia)